# Sergio Viaggio
Sergio Viaggio (Buenos Aires, 24 de agosto de 1945 - 29 de marzo de 2021) fue un traductor, intérprete y traductólogo argentino.

## Biografía
Estudió en la Universidad Rusa de la Amistad de los Pueblos «Patrice Lumumba» de Moscú, donde se graduó como licenciado en lengua y literatura rusas, con una tesis sobre los «Problemas de la traducción métrica del ruso al castellano (sobre la base de traducciones ajenas y propias de la poesía de Pushkin)». En 1974, entró como traductor de la sección española en la sede de Nueva York de la Organización de las Naciones Unidas y un año después se pasó a la sección de intérpretes. Desde 1991 hasta su retiro, se desempeñó como jefe de la sección de interpretación de la Oficina de las Naciones Unidas en Viena.
Traduce e interpreta desde el inglés, el ruso, el francés y el italiano hacia el español.
Ha publicado más de cincuenta trabajos en publicaciones especializadas de todo el mundo y un libro titulado Teoría general de la mediación interlingüe, en el que expone su teoría de la traducción. También ha escrito una novela, titulada El país de la justicia.
Es miembro de honor de la Asociación Internacional de Profesionales de la Traducción y la Interpretación y miembro de la Asociación Internacional de Intérpretes de Conferencia (AIIC) y uno de los fundadores de la Sociedad Europea de Traductología, en cuya secretaría se desempeñó hasta que sus obligaciones profesionales lo obligaron a renunciar en 1993.